# Giuseppe Calcaterra
Giuseppe Calcaterra (* Cuggiono, 9 de diciembre de 1964). Es un exciclista italiano, profesional entre 1985 y 2001, cuyos mayores éxitos deportivos los logró en la Vuelta a España y en el Giro de Italia, pruebas en la que consiguió sendas victorias de etapa.
El 24 de julio de 2013 su nombre apareció en el informe publicado por el senado francés como uno de los treinta ciclistas que habrían dado positivo en el Tour de Francia 1998 con carácter retroactivo, ya que analizaron las muestras de orina de aquel año con los métodos antidopajes actuales.

## Palmarés
| 1987 - 1 etapa del Giro de Italia - 1 etapa de la Semana Siciliana - Niza-Alassio 1990 - 1 etapa del Gran Premio de Midi Libre | 1993 - Giro di Puglia, más 1 etapa - Giro de los Apeninos 1994 - 1 etapa de la Vuelta a España - 1 etapa de la Vuelta a Suecia |

## Resultados en Grandes Vueltas y Campeonato del Mundo
| Carrera         | 1987  | 1988 | 1989  | 1990  | 1991  | 1992  | 1993 | 1994 | 1995  | 1996 | 1997  | 1998 | 1999  | 2000  |
| --------------- | ----- | ---- | ----- | ----- | ----- | ----- | ---- | ---- | ----- | ---- | ----- | ---- | ----- | ----- |
| Giro de Italia  | 106.º | -    | 123.º | -     | 117.º | 138.º | 96.º | 79.º | 111.º | 91.º | 103.º | 93.º | 109.º | 118.º |
| Tour de Francia | -     | -    | -     | 118.º | 149.º | -     | -    | -    | -     | Ab.  | -     | Ab.  | Ab.   | -     |
| Vuelta a España | -     | -    | -     | Ab.   | -     | -     | -    | 77.º | 115.º | -    | 115.º | -    | -     | -     |
| Mundial en Ruta | -     | -    | -     | -     | -     | -     | -    | -    | -     | -    | -     | -    | -     | -     |

## Equipos
- Atala (1985-1989)
- Chateau d'Ax (1990-1991)
- Amore&Vita - Fanini (1992-1994)
- Mercatone Uno (1995)
- Saeco (1996-2001)